# Natação nos Jogos Pan-Americanos de 1979
A natação nos Jogos Pan-Americanos de 1979 foi realizada nos dias 2 de julho a 8 de julho. Foram disputadas 29 provas, 15 masculinas e 14 femininas. As provas ocorreram na Piscina Olimpica del Escambron em San Juan, Porto Rico.

## Medalhistas
Masculino
| Evento                        | Ouro                                                                     | Ouro     | Prata                                                                | Prata    | Bronze                                                                         | Bronze   |
| ----------------------------- | ------------------------------------------------------------------------ | -------- | -------------------------------------------------------------------- | -------- | ------------------------------------------------------------------------------ | -------- |
| 100 metros livre detalhes     | David McGagg USA Estados Unidos                                          | 50.77    | Fernando Cañales PUR Porto Rico                                      | 51.25    | John Newton USA Estados Unidos                                                 | 51.45    |
| 200 metros livre detalhes     | Rowdy Gaines USA Estados Unidos                                          | 1:51.22  | David Larson USA Estados Unidos                                      | 1:52.24  | Djan Madruga BRA Brasil                                                        | 1:52.34  |
| 400 metros livre detalhes     | Brian Goodell USA Estados Unidos                                         | 3:53.01  | Djan Madruga BRA Brasil                                              | 3:57.46  | Peter Szmidt CAN Canadá                                                        | 3:58.34  |
| 1500 metros livre detalhes    | Brian Goodell USA Estados Unidos                                         | 15:24.36 | Djan Madruga BRA Brasil                                              | 15:41.74 | Bobby Hackett USA Estados Unidos                                               | 15:46.83 |
| 100 metros costas detalhes    | Bob Jackson USA Estados Unidos                                           | 56.66    | Rômulo Arantes BRA Brasil                                            | 57.20    | Steve Pickell CAN Canadá                                                       | 57.89    |
| 200 metros costas detalhes    | Peter Rocca USA Estados Unidos                                           | 2:00.98  | Jesse Vassallo USA Estados Unidos                                    | 2:02.07  | Djan Madruga BRA Brasil                                                        | 2:04.74  |
| 100 metros peito detalhes     | Steve Lundquist USA Estados Unidos                                       | 1:03.82  | Greg Winchell USA Estados Unidos                                     | 1:04.76  | Graham Smith CAN Canadá                                                        | 1:05.66  |
| 200 metros peito detalhes     | Steve Lundquist USA Estados Unidos                                       | 2:21.97  | John Simmons USA Estados Unidos                                      | 2:22.45  | Pablo Restrepo COL Colômbia                                                    | 2:23.13  |
| 100 metros borboleta detalhes | Robert Placak USA Estados Unidos                                         | 55.54    | Dan Thompson CAN Canadá                                              | 55.56    | Clay Evans CAN Canadá                                                          | 56.63    |
| 200 metros borboleta detalhes | Craig Beardsley USA Estados Unidos                                       | 2:00.49  | George Nagy CAN Canadá                                               | 2:02.15  | Bill Sawchuk CAN Canadá                                                        | 2:02.93  |
| 200 metros medley detalhes    | Jesse Vassallo USA Estados Unidos                                        | 2:03.29  | Graham Smith CAN Canadá                                              | 2:05.86  | Scott Spann USA Estados Unidos                                                 | 2:06.29  |
| 400 metros medley detalhes    | Jesse Vassallo USA Estados Unidos                                        | 4:21.63  | Bill Sawchuk CAN Canadá                                              | 4:30.21  | Alex Baumann CAN Canadá                                                        | 4:32.42  |
| 4x100 metros detalhes         | Rowdy Gaines Jack Babashoff John Newton David McCagg USA Estados Unidos  | 3:23.71  | Graham Welbourn Alan Swanston Bill Sawchuk Peter Szmidt CAN Canadá   | 3:29.54  | Cyro Delgado Djan Madruga Marcus Mattioli Rômulo Arantes BRA Brasil            | 3:30.86  |
| 4x200 metros detalhes         | Brian Goodell David Larson Kris Kirchner Rowdy Gaines USA Estados Unidos | 7:31.28  | Cyro Delgado Djan Madruga Jorge Fernandes Marcus Mattioli BRA Brasil | 7:38.92  | Peter Szmidt Graham Welbourn Rob Bayliss Bill Sawchuk CAN Canadá               | 7:39.27  |
| 4x100 metros medley detalhes  | Bob Jackson Steve Lundquist Bob Placak David McCagg USA Estados Unidos   | 3:47.20  | Steve Pickell Graham Smith Dan Thompson Bill Sawchuk CAN Canadá      | 3:50.02  | Carlos Berrocal Orlando Gatinchi Arnaldo Pérez Fernando Cañales PUR Porto Rico | 3:54.53  |

Feminino
| Evento                        | Ouro                                                                             | Ouro    | Prata                                                             | Prata   | Bronze                                                                 | Bronze  |
| ----------------------------- | -------------------------------------------------------------------------------- | ------- | ----------------------------------------------------------------- | ------- | ---------------------------------------------------------------------- | ------- |
| 100 metros livre detalhes     | Cynthia Woodhead USA Estados Unidos                                              | 56.22   | Jill Sterkel USA Estados Unidos                                   | 56.24   | Gail Amundrud CAN Canadá                                               | 57.79   |
| 200 metros livre detalhes     | Cynthia Woodhead USA Estados Unidos                                              | 1:58.43 | Kim Linehan USA Estados Unidos                                    | 2:01.92 | Gail Amundrud CAN Canadá                                               | 2:03.38 |
| 400 metros livre detalhes     | Cynthia Woodhead USA Estados Unidos                                              | 4:10.56 | Tracy Caulkins USA Estados Unidos                                 | 4:16.13 | Wendy Quirk CAN Canadá                                                 | 4:17.34 |
| 800 metros livre detalhes     | Kim Linehan USA Estados Unidos                                                   | 8:39.82 | Jennifer Hooker USA Estados Unidos                                | 8:50.71 | Barbara Shockey CAN Canadá                                             | 8:54.82 |
| 100 metros costas detalhes    | Linda Jezek USA Estados Unidos                                                   | 1:03.33 | Cheryl Gibson CAN Canadá                                          | 1:05.17 | Teresa Rivera MEX México                                               | 1:06.86 |
| 200 metros costas detalhes    | Linda Jezek USA Estados Unidos                                                   | 2:16.07 | Cheryl Gibson CAN Canadá                                          | 2:17.58 | Libby Kinkead USA Estados Unidos                                       | 2:20.19 |
| 100 metros peito detalhes     | Tami Paumier USA Estados Unidos                                                  | 1:12.20 | Tracy Caulkins USA Estados Unidos                                 | 1:12.52 | Anne Gagnon CAN Canadá                                                 | 1:14.38 |
| 200 metros peito detalhes     | Anne Gagnon CAN Canadá                                                           | 2:35.75 | Joanne Bédard CAN Canadá                                          | 2:40.22 | Patricia Speeds USA Estados Unidos                                     | 2:40.79 |
| 100 metros borboleta detalhes | Jill Sterkel USA Estados Unidos                                                  | 1:00.53 | Lisa Buese USA Estados Unidos                                     | 1:00.59 | Nancy Garapick CAN Canadá                                              | 1:02.96 |
| 200 metros borboleta detalhes | Mary T. Meagher USA Estados Unidos                                               | 2:09.77 | Karinne Miller USA Estados Unidos                                 | 2:15.05 | Nancy Garapick CAN Canadá                                              | 2:16.40 |
| 200 metros medley detalhes    | Tracy Caulkins USA Estados Unidos                                                | 2:16.11 | Nancy Garapick CAN Canadá                                         | 2:19.36 | Anne Tweedy USA Estados Unidos                                         | 2:20.33 |
| 400 metros medley detalhes    | Tracy Caulkins USA Estados Unidos                                                | 4:46.05 | Anne Tweedy USA Estados Unidos                                    | 4:47.19 | Nancy Garapick CAN Canadá                                              | 4:53.37 |
| 4x100 metros detalhes         | Stephanie Elkins Tracy Caulkins Jill Sterkel Cynthia Woodhead USA Estados Unidos | 3:45.82 | Gail Amundrud Carol Klimpel Anne Jardin Wendy Quirk CAN Canadá    | 3:50.18 | Teresa Rivera Isabel Reuss Yvonne Guerrero Helen Plachinski MEX México | 4:02.05 |
| 4x100 metros medley detalhes  | Linda Jezek Tracy Caulkins Jill Sterkel Cynthia Woodhead USA Estados Unidos      | 4:13.24 | Cheryl Gibson Anne Gagnon Nancy Garapick Gail Amundrud CAN Canadá | 4:20.16 | Teresa Rivera Elke Holtz Helen Plachinski Inez Guerrero MEX México     | 4:30.59 |

## Quadro de medalhas
| Ordem | País               | Medalha de ouro | Medalha de prata | Medalha de bronze |    |
| ----- | ------------------ | --------------- | ---------------- | ----------------- | -- |
| 1     | USA Estados Unidos | 28              | 12               | 6                 | 46 |
| 2     | CAN Canadá         | 1               | 12               | 15                | 28 |
| 3     | BRA Brasil         |                 | 4                | 3                 | 7  |
| 4     | PUR Porto Rico     |                 | 1                | 1                 | 2  |
| 5     | MEX México         |                 |                  | 3                 | 3  |
| 6     | COL Colômbia       |                 |                  | 1                 | 1  |
| TOTAL | TOTAL              | 29              | 29               | 29                | 87 |